# Anpan

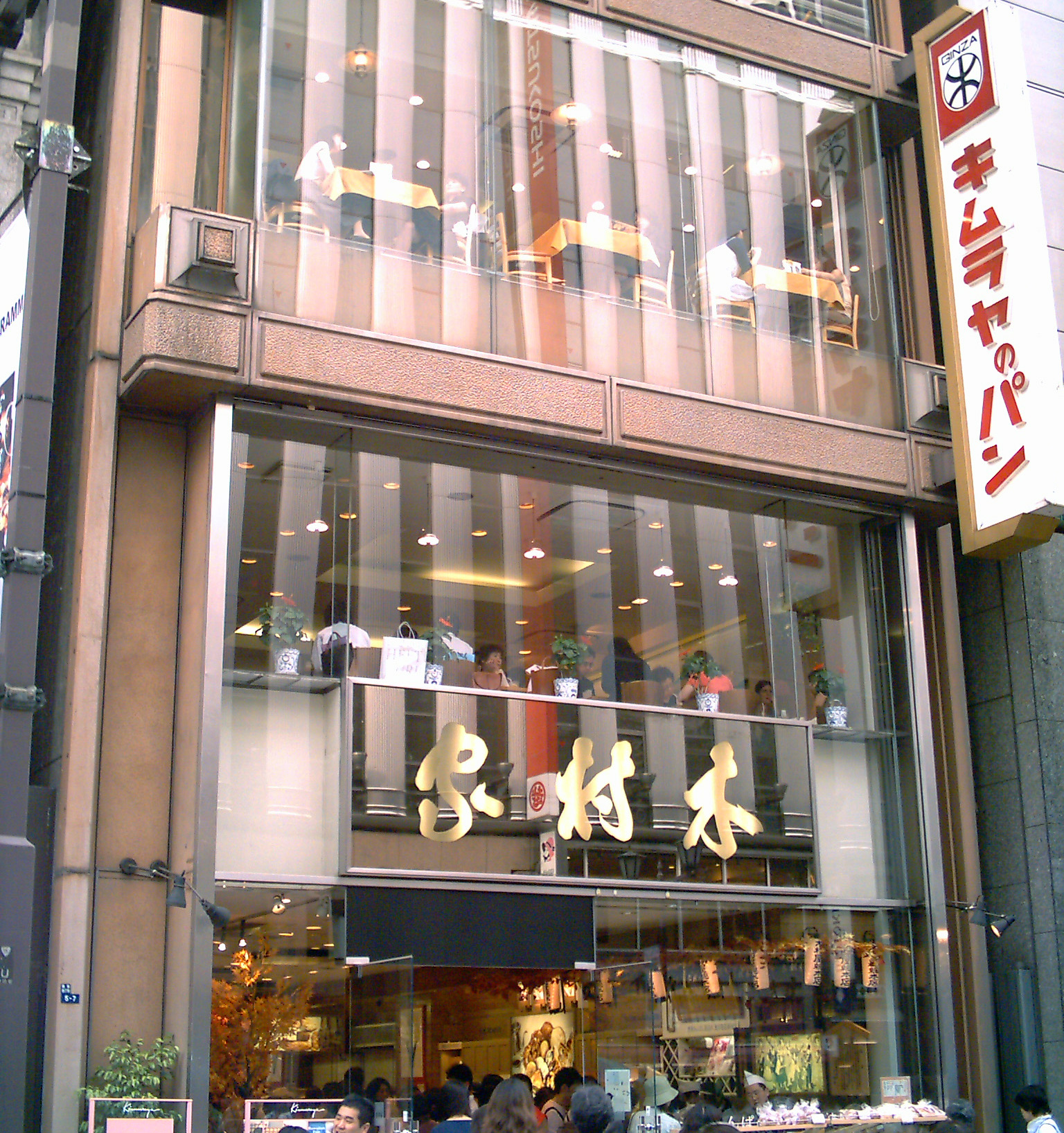
Kimuraya (Ginza)

L'anpan (あんパン?) è un dolce giapponese, consistente in un panino dolce arrotolato pieno di anko (marmellata di fagioli rossi). L'anpan può essere preparato anche con altre farciture, come i fagioli bianchi (shiro-an), il sesamo (goma-an) e le castagne (kuri-an).

## Storia
L'anpan venne preparato per la prima volta nel 1875 (durante il periodo Meiji) da Yasubei Kimura, un samurai che aveva perso il suo lavoro a causa dell'aumento dell'esercito imperiale (composto dei militari di leva) e dell'abolizione dei privilegi dei samurai. Durante l'epoca Meiji il Giappone stava diventando sempre più occidentalizzato, e a molti samurai che avevano perso il lavoro venivano dati mestieri totalmente nuovi per loro; il mestiere occidentale del panettiere era fra questi.
Dopo aver osservato le tecniche di produzione del pane a Yokohama, Yasubei Kimura fondò a Tōkyō un panificio chiamato Bun'eidō (文英堂?). Nel 1874 si trasferì a Ginza e rinominò il panificio Kimuraya (木村屋?). A quel tempo l'unica ricetta per il pane conosciuta in Giappone era quella di un impasto molto salato e acido, che mal si adeguava ai gusti del giapponese medio; così Yasubei decise di creare un pane che fosse più adatto ai gusti dei giapponesi, seguendo il procedimento dei manjū. Poi riempì il panino con una pasta di fagioli azuki e lo vendette come snack. L'anpan divenne molto popolare, non solo per il suo sapore, ma anche perché i giapponesi erano interessati a tutto ciò che era nuovo e straniero.
Più tardi Takayuki Yamaoka, un ciambellano dell'imperatore Meiji, chiese ai Tokugawa, i governanti del Giappone prima del periodo Meiji, di presentare gli anpan all'imperatore quando gli avessero fatto visita. Così i Tokugawa chiesero a Yasubei di prepararne alcuni per l'imperatore. Il 4 aprile 1875 i sakura anpan (桜餡パン?) creati da Yasubei (decorati con un fiore di ciliegio al centro) vennero presentati all'imperatore, il quale ne fu così colpito da ordinare che gli venissero serviti giornalmente e, a causa della diceria che l'imperatore mangiava gli anpan, la popolarità del pane, soprattutto anpan, iniziò a diffondersi in tutto il paese.